# Jack Medica
Jack Medica (Seattle, Washington, 1914. október 5. – Carson City, Nevada, 1985. április 15.) olimpiai bajnok amerikai úszó. 
1936-ban az olimpián 400 méter gyorson első helyen végzett. 1500 méteren ezüstérmes lett, és tagja volt a japánok mögött második helyen végző 4 × 200 méteres gyorsváltónak is. A háború után a Pennsylvaniai Egyetemen oktatott úszást.